# The Water Horse: Legend of the Deep
The Water Horse: Legend of the Deep (titulada en España como Mi monstruo y Yo y en Hispanoamérica como Mi mascota es un monstruo) es una película de fantasía dirigida por Jay Russell y estrenada en el año 2007.
Es un filme basado en un cuento del escritor británico Dick King-Smith titulado "El caballo de agua". El autor nos ofrece una interesante versión sobre el origen del monstruo del lago Ness.

## Sinopsis
La película está ambientada durante la Segunda Guerra Mundial, en el año 1942. El protagonista es Angus MacMorrow (Alex Etel), un solitario muchacho escocés de 12 años que vive con el deseo de que su padre regrese de la guerra. Un día, Angus lleva a casa un extraño objeto que encuentra en la playa, se da cuenta muy pronto de que se trata de un huevo mágico y su fantasía se desborda: se imagina criando a un ser fabuloso: el "monstruo del lago Ness", uno de los mitos escoceses más populares. Intenta mantenerlo oculto y establecer con él un estrecho vínculo de amistad.

## Argumento
En la Escocia actual, una pareja de turistas estadounidenses conocen a un anciano que, previa petición (después de ver la foto del monstruo del lago Ness) les cuenta sobre el monstruo del Lago Ness y por qué la foto es falsa.
En 1942, durante la Segunda Guerra Mundial, un niño de 12 años llamado Angus MacMorrow vive en la casa solariega de Lord Killin en el Lago Ness con su madre Anne MacMorrow y su hermana de 15 años, Kirstie. Lewis Mowbray viene a trabajar allí como personal de mantenimiento. El padre de Angus, Charles, el ex personal de mantenimiento, es un marinero de la Royal Navy, desaparecido desde que su barco fue hundido en la la guerra un año antes. Angus no puede aceptar que no volverá.
Las tropas de Artillería Real llegan a la casa, comandadas por el capitán Thomas Hamilton, un amigo de Lord Killin. Se instala una batería de artillería cerca del lago para defenderse de los submarinos alemanes mientras las tropas se instalan en el terreno. Mientras tanto, Lewis decide que Crusoe es tan grande que tienen que liberarlo en el lago.
El capitán Hamilton proclama que Lewis es una mala influencia y la madre de Angus le permite enseñarle algo de disciplina. Después de unos días de entrenamiento, se escapa y regresa al lago y a un Crusoe adulto, quien consigue que Angus monte en su espalda. Después de un tiempo, comienza a sumergirse. Angus protesta por bucear, luego se divierte y finalmente supera su fobia.
Al día siguiente, el capitán Hamilton lleva a la familia MacMorrow a una colina con vistas al lago Ness; Crusoe casi es alcanzado por la explosión de un proyectil durante una demostración de tiro. Angus interrumpe para salvar a Crusoe de una lesión o la muerte, enfureciendo a Hamilton e irritando a su madre, que no le cree. Es castigado, teniendo que estar en su habitación a las seis todas las noches durante un mes.
Dos pescadores que habían visto a Crusoe intentan tomar una foto de la criatura para ganar fama y fortuna. Cuando no pueden fotografiar la realidad debido al bombardeo, crean una imitación. (El resultado es una foto falsa de la vida real del monstruo del Lago Ness) Interesa a unos pocos soldados, que salen para cazarlo.
Angus sale a hurtadillas de su habitación con la ayuda de su hermana y visita el lago y llama a Crusoe. Crusoe se levanta, todavía en estado de shock y miedo por el bombardeo anterior, y casi le muerde la mano a Angus antes de hundirse nuevamente en el lago. El perro de Hamilton, Churchill, después de haber olido a Crusoe desde la orilla, alerta a los soldados de su presencia antes de ser devorado por Crusoe. Luego, Crusoe sorprende a los soldados y volca su barco, pero no antes de que uno de ellos envíe un SOS a Hamilton, quien cree que los alemanes están atacando. En el lago, Angus llama a Crusoe, que está atacando a Strunk. En su intento de calmar a Crusoe, Angus se adentra en el lago, resbala y se hunde.
Crusoe rescata a Angus y Lewis lo revive. Cuando llega su madre, finalmente le cree cuando ve a Crusoe. La batería de artillería cercana pronto abre fuego contra Crusoe, confundiéndolo con un submarino alemán. Angus, Hamilton, Anne y Lewis llevan a Crusoe a un lugar seguro en la red, donde Crusoe escapa al mar.
Al amanecer, Angus finalmente acepta que su padre está muerto antes de ver partir a Crusoe. Se da a entender que Anne también está lista para seguir adelante, ya que se enamoró de Lewis. A lo largo de los años, varias personas afirman haberlo visto, pero Angus nunca vuelve a ver a Crusoe, mientras que otros dicen que regresa en busca de Angus.
Los turistas agradecen al viejo narrador y le preguntan su nombre, que él revela como Angus MacMorrow. Afuera del pueblo, una madre llama a su hijo William, que camina por la playa. Ve una gran "roca", que tiene un caparazón azul iridiscente como el de Crusoe, insinuando que Crusoe ha dejado un descendiente para convertirse en el próximo Caballo de Agua.

## Reparto
- Alex Etel como Angus MacMorrow (de niño).
- Liam Neeson como Crusoe.
- Brian Cox como Angus MacMorrow (de anciano).
- Priyanka Xi como Kirstie MacMorrow.
- Ben Chaplin como Lewis Mowbray.
- Emily Watson como Anne MacMorrow.
- Craig Hall como Charles MacMorrow.
- Carl Dixon como Gunner Corbin.
- Geraldine Brophy como Grace.
- Eddie Campbell como Hughie.
- Louis Owen Collins como pequeño Angus MacMorrow.

## Producción
El director Jay Russell leyó por primera vez el libro de Dick King-Smith años antes de que se hiciera la película. "Con la tecnología en la que estaba en ese momento y el costo de esa tecnología, no pudimos fabricarla en ese momento", dijo Russell. "La tecnología necesitaba ponerse al día. Lo hizo y nos permitió hacer las cosas que imaginé sin que costaran 300 millones de dólares.

## Filmación
El rodaje tuvo lugar en 2006 en Nueva Zelanda, Escocia y en los estudios Miramar en Wellington. La mayor parte de la película se rodó en Nueva Zelanda, con el Lago Wakatipu de Queenstown haciendo el doble de un lago escocés. Los realizadores descubrieron que parte del paisaje y la geografía allí eran similares a los de Escocia. Sin embargo, Russell dijo: "De ninguna manera iba a hacer una película sobre el monstruo del Lago Ness y no filmar al menos una parte en Escocia.
Las escenas dentro y alrededor de la casa de la familia MacMorrow fueron filmadas en Ardkinglas Estate (Ardkinglas Estate) de 100 años de antigüedad en las orillas de Loch Fyne en Escocia. Los propietarios de la finca continuaron viviendo en la casa mientras el equipo filmaba allí.

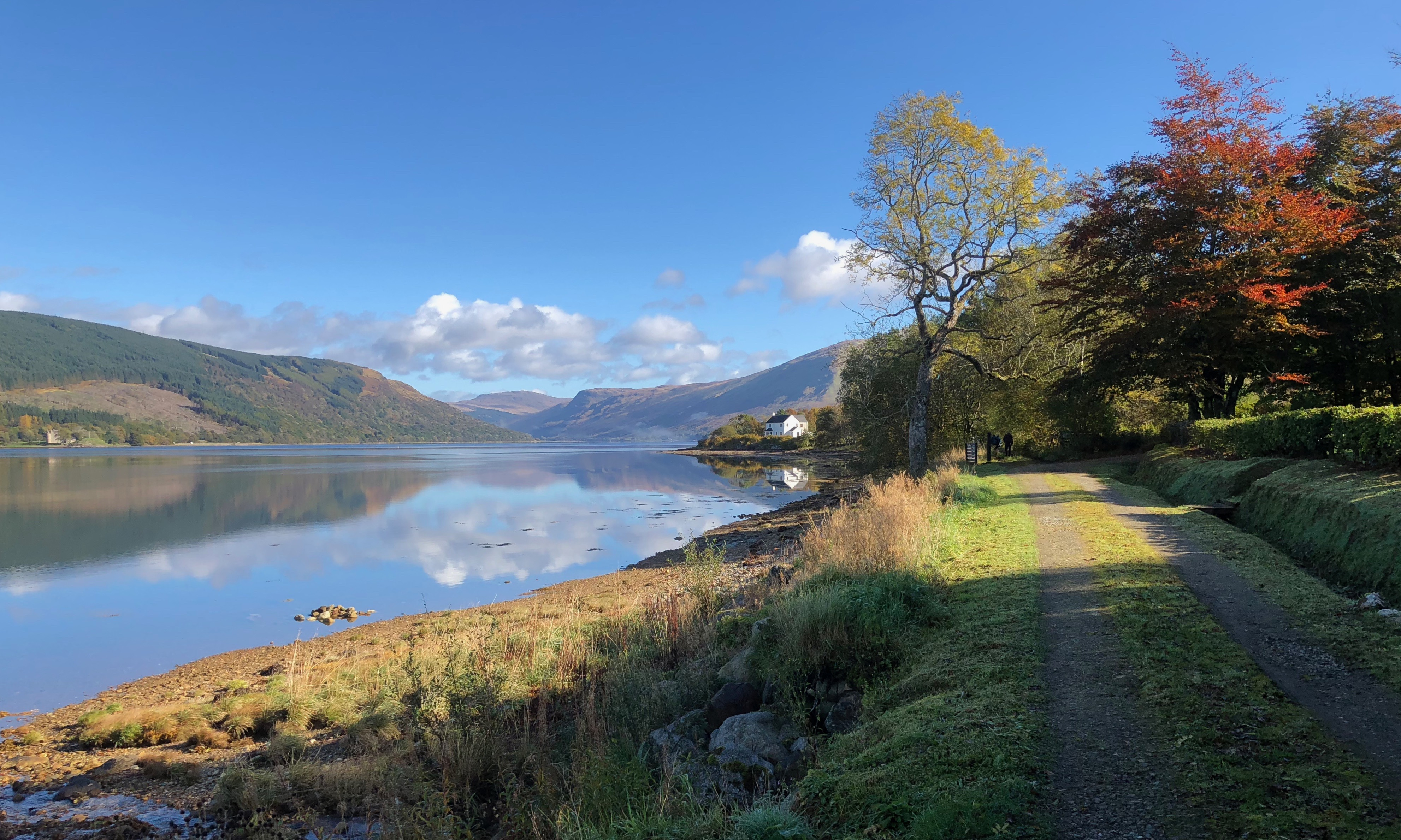
Loch Fyne, un lago marino ubicado al oeste de Escocia durante la película.

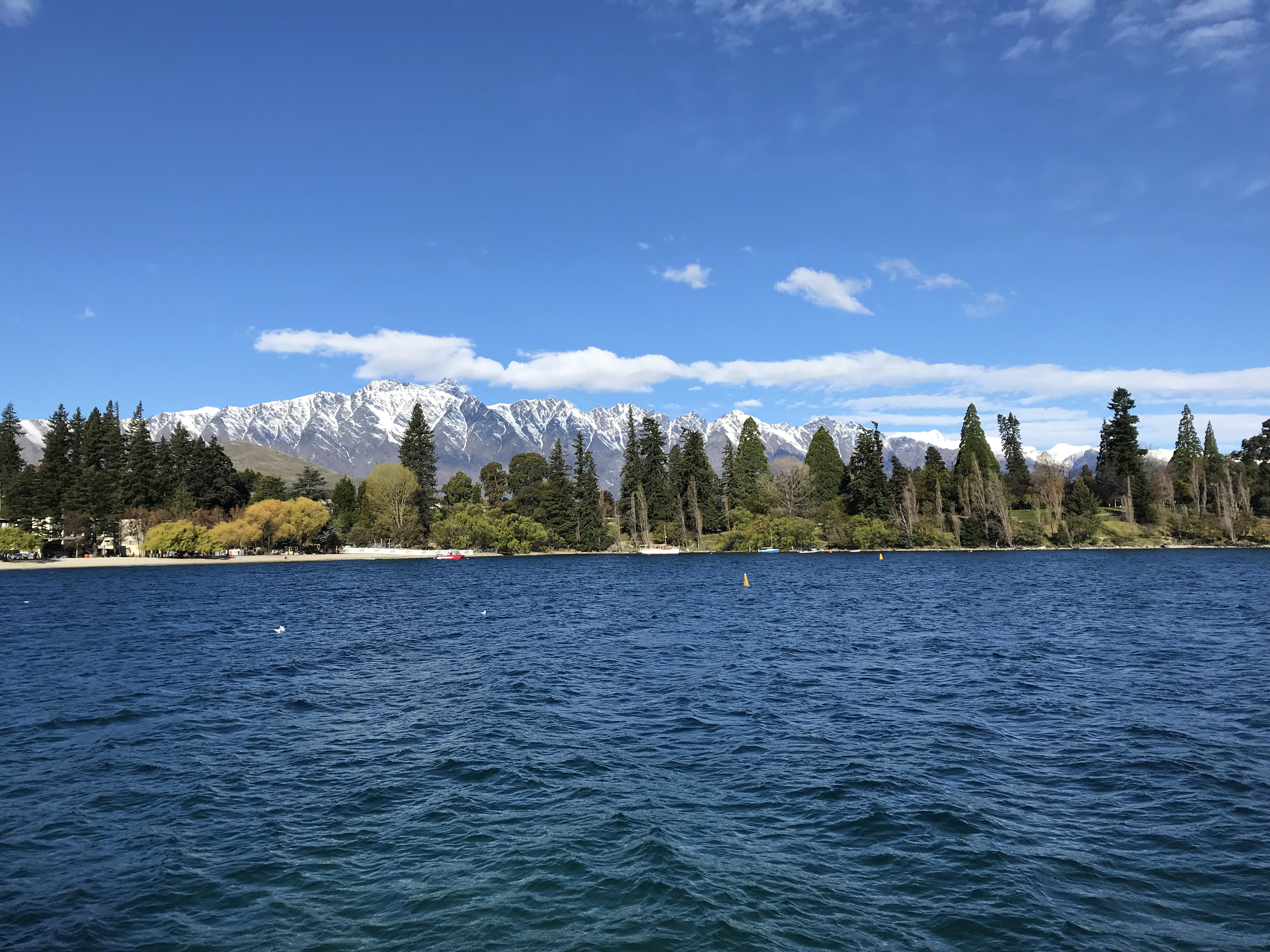
Lago Wakatipu, un lago ubicado en Nueva Zelanda durante la película.